# Спайдър-Мен: Отвъд Спайди-вселената
„Спайдър-Мен: Отвъд Спайди-вселената“ (на английски: Spider-Man: Beyond the Spider-Verse) е предстояща американска компютърна анимация за героя на Марвел Майлс Моралес/Спайдър Мен, продуцирана от „Кълъмбия Пикчърс“, „Сони Пикчърс Анимейшън“, „Марвел“ и разпространена от „Сони Пикчърс Релийзинг“. Филмът ще бъде продължение на „Спайдър-Мен: През Спайди-вселената“ (2023), част от вселената на „Спайдър-мен“. Филмът е режисиран от Хоаким Дос Сантос, Кемп Пауърс и Джъстин Томпсън, а сценарият е на Фил Лорд, Кристофър Милър и Дейвид Калахам.
Филмът е насорчен да излезе на 29 март 2024 г., но е отменен от графика през юли 2023 г.

## Актьорски състав
- Шамик Мур – Майлс Моралес / Спайдър-Мен
- Хейли Стайнфелд – Гуен Стейси / Спайдър-Уоман
- Джейк Джонсън – Питър Б. Паркър / Спайдър-Мен
- Джейсън Шуорцман – Джонатан Он / Петното
- Оскар Айзък – Мигел О'Хара / Спайдър-Мен 2099
- Иса Рей – Джесика Дрю / Спайдър-Уоман
- Даниел Калуя – Хобарт „Хоби“ Браун / Спайдър-Пънк
- Брайън Тайри Хенри – Джеферън Дейвис, полицай и баща на Майлс
- Луна Лорън Велез – Рио Моралес, медицинска сестра и майка на Майлс
- Шей Уигъм – Джордж Стейси, полицейски капитан и баща на Гуен